# ジョン・マッキントッシュ・ホール
ジョン・マッキントッシュ・ホール（英: John Mackintosh Hall）は、イギリスの海外領土であるジブラルタルで主要となる文化センター。ここは公共図書館、劇場、会議場、体育館、いくつかの多目的スペースからなる。

## 歴史
この施設の名はジブラルタルの慈善家ジョン・マッキントッシュを記念するものであり、彼はその遺産によってジブラルタルとイギリスの文化的・教育的絆を深めるような施設を建てるよう遺言した。
ジョン・マッキントッシュ・ホールは1964年4月8日にジブラルタル総督ダドリ・ウォード将軍によってオープンされた。建物の様式は地中海の伝統を踏襲し、その相互に連結された中庭は、木々と日陰部分と噴水によって夏季の日光と暑さを和らげるようにされている。
ここは当初は、ジブラルタルの特に若年層向けの教育施設としてデザインされていたが、年月が経つにつれ、様々な大人向けの文化的行事にも使われるようになった。図書館は拡充され、劇場はカンファレンス、レクチャー、コンサートにも現在は使うことができる。
エイリーオ・クルースがジブラルタルで書いた2本の演劇 "La Lola se va pá Londre" と "Connie con cama camera en el comedor" は、それぞれ1966年と1969年にここで初演された。